# Ménil-Jean

Ménil-Jean este o comună în departamentul Orne, Franța. În 1 ianuarie 2018 avea o populație de 118 de locuitori.